# کورابا کوندو
کورابا کوندو (ژاپنی: 近藤 蔵波؛ زادهٔ ۶ ژوئیهٔ ۲۰۰۲) یک بازیکن فوتبال اهل ژاپن است.
از باشگاه‌هایی که در آن بازی کرده‌است می‌توان به باشگاه فوتبال سرزو اوساکا اشاره کرد.